# Aeroporto Internacional King Shaka
O Aeroporto Internacional King Shaka (KSIA), também conhecido como Aeroporto de La Mercy, é o principal aeroporto que serve a cidade de Durban, na África do Sul. Está localizado em La Mercy, aproximadamente 35 quilómetros a norte do centro de Durban, tendo sido inaugurado em 1 de maio de 2010, um mês antes do início da Copa do Mundo FIFA de 2010. Substituiu o antigo Aeroporto Internacional de Durban, que foi desactivado.

## Estatísticas
Ver a consulta original do Wikidata.